# ハビトゥス
ハビトゥス (ラテン語: habitus) は、人々の日常経験において蓄積されていくが、個人にそれと自覚されない知覚・思考・行為を生み出す性向。ピエール・ブルデューによって用いられた。